# 道格拉斯鎮區 (密歇根州)
道格拉斯鎮區（英語：Douglass Township）是位於美國密歇根州蒙卡爾姆縣的一個行政鎮區。

## 地方資料
道格拉斯鎮區的面積為92.30平方千米，當中陸地面積為90.00平方千米，而水域面積為2.30平方千米。根據2020年美國人口普查的數據，當地共有人口2239人，而人口密度為每平方千米24.26人。